# ده‌نو (رابر)
ده‌نو روستایی در دهستان هنزا بخش هنزا شهرستان رابر استان کرمان ایران است.

## جمعیت
بر پایه سرشماری عمومی نفوس و مسکن در سال ۱۳۹۵ این روستا بدون جمعیت بوده‌است.